# Nasser Al-Johar
Nasser Al-Johar (in arabo ناصر الجوهر‎?; Riyad, 6 gennaio 1946) è un allenatore di calcio ed ex calciatore saudita, di ruolo centrocampista.
Attualmente fa parte dello staff tecnico della federazione calcistica saudita.

## Carriera
Ha guidato l'Arabia Saudita ai mondiali 2002 dove furono sconfitti al match d'esordio per 0-8 dalla Germania.
È conosciuto per essere un "allenatore d'emergenza" per l'Arabia Saudita quando un c.t. viene esonerato. Tuttavia Al-Johar ha sempre rifiutato questa definizione definendosi un allenatore professionista e non un semplice traghettatore. Il suo primo incarico fu alla Coppa d'Asia 2000 quando rilevò la posizione di Milan Máčala esonerato dopo il 4-1 nel match d'esordio subito dal Giappone. Al-Johar guidò l'Arabia Saudita fino alla finale, perdendo 1-0 ancora contro il Giappone.
Il secondo incarico per Al-Johar fu alle qualificazioni per i Mondiali 2002, quando subentrò allo slavo Slobodan Santrač dopo la sconfitta per 2-0 inflitta dall'Iran. Continuò a guidare l'Arabia Saudita per il resto del torneo vincendo il girone di qualificazione.
Al Johar subentrò a Hélio dos Anjos nelle qualificazioni ai Mondiali 2010 dopo la sconfitta per 3-0 contro l'Uzbekistan e la turbolenta vittoria 2-1 contro il Libano. Al-Johar guidò l'Arabia Saudita alla prima posizione nel gruppo di qualificazione, battendo l'Uzbekistan 4-0 e vendicando la sconfitta precedente. Avrebbe guidato la squadra anche alla fase finale se non si fosse dimesso in seguito alle pesanti critiche piovetugli addosso dopo la prima sconfitta nella storia dell'Arabia Saudita contro la Corea del Nord. Il portoghese José Peseiro subentrò a Al-Johar.
Attualmente Al-Johar è consulente tecnico per la federazione calcistica saudita.

## Palmarès

### Giocatore

#### Competizioni nazionali
- Campionato saudita: 3

Al-Nassr: 1975, 1980, 1981
- Coppa della Corona del Principe saudita: 3

Al-Nassr: 1974, 1976, 1981
- Coppa Principe Faysal Bin Fahd: 1

Al-Nassr: 1977

### Allenatore

#### Competizioni nazionali
- Campionato saudita: 3

Al-Nassr: 1989, 1994, 1995
- Coppa della Corona del Principe saudita: 2

Al-Nassr: 1987, 1990
- Coppa Principe Faysal Bin Fahd: 1

Al-Nassr: 1998